# Ганс Юхем
Ганс Юхем (нім. Hans Juchem; 4 червня 1917 — 13 серпня 1943) — німецький офіцер, гауптштурмфюрер СС. Кавалер Лицарського хреста Залізного хреста.

## Біографія
21 серпня 1934 року вступив в СС (посвідчення №256 258) і частини посилення СС. Служив в 3-му штурмі штандарту СС «Дойчланд». Учасник Польської і Французької кампаній, а також Німецько-радянської війни. З грудня 1941 року — командир 5-ї роти 9-го полку СС «Германія», з серпня 1943 року — 2-го батальйону 9-го моторизованого полку СС «Германія» 5-ї моторизованої дивізії СС «Вікінг». Загинув у бою.

## Звання
- Анвертер СС (21 серпня 1934)
- Манн СС (1934)
- Штурмманн СС
- Юнкер СС (1 жовтня 1937)
- Штандартенюнкер СС (1938)
- Штандартеноберюнкер (12 серпня 1938)
- Унтерштурмфюрер СС (9 листопада 1938)
- Оберштурмфюрер СС (9 листопада 1940)
- Гауптштурмфюрер СС (30 січня 1943)

## Нагороди
- Німецька імперська відзнака за фізичну підготовку в бронзі
- Спортивний знак СА в бронзі
- Медаль «За вислугу років у СС» 4-го і 3-го ступеня (8 років)
- Залізний хрест
  - 2-го класу (24 вересня 1941)
  - 1-го класу (28 грудня 1941)
- Штурмовий піхотний знак в сріблі
- Медаль «За зимову кампанію на Сході 1941/42»
- Нагрудний знак «За поранення» в сріблі
- Німецький хрест в золоті (19 вересня 1942)
- Нагрудний знак ближнього бою
  - в сріблі (7 серпня 1943)
  - в золоті 910 серпня 1943)
- Лицарський хрест Залізного хреста (12 вересня 1943)